# Hamm (Westfalen) Hauptbahnhof
Hamm – stacja kolejowa w Hamm, w kraju związkowym Nadrenia Północna-Westfalia, w Niemczech.